# Émile Amé
 (juin 2023).
Si vous disposez d'ouvrages ou d'articles de référence ou si vous connaissez des sites web de qualité traitant du thème abordé ici, merci de compléter l'article en donnant les références utiles à sa vérifiabilité et en les liant à la section « Notes et références ».
Émile Louis Marie Amé est un architecte des Monuments historiques et érudit français.

## Biographie et carrière
Il est né le 28 mai 1821 à Auxerre et décédé le 21 juillet 1900 à Paris 5e.
Émile Amé publie dans les Annales archéologiques (1852), à la demande de Didron aîné, des modèles d’architecture d’églises « qu’ii a bâti, pour son compte, en style ogival », et qui montrent aussi « les anciennes d'après lesquelles il s'est inspiré et s'inspire encore », avec devis chiffrés. Il fit un relevé des églises de Châtel-Censoir (1852), de Saint-Éloi à Dunkerque (1853), et un projet de restauration du dallage de l’église de Saint-Quentin.
Il fut conducteur des travaux du canal de Bourgogne, et architecte à Avallon, d’où il devint inspecteur des travaux de la Madeleine à Vézelay, sous la direction d’Eugène Viollet-le-Duc. Il a restauré plusieurs églises du voisinage dans le style roman ou gothique, construit des bâtiments publics (mairies, écoles), et élevé le premier bâtiment néo-roman de l’abbaye de la Pierre-qui-Vire (1857-59) ; mais après son départ pour la Bretagne, son projet d'église, jugé trop ambitieux, fut abandonné. Il fut ensuite nommé architecte des Monuments Historiques dans le Morbihan (1859), où on lui doit l’église Saint Vincent du Hézo, près de Vannes (1864-65) ; il termina sa carrière à Aurillac (Cantal).
Il est l’auteur de plusieurs articles et ouvrages concernant notamment la serrurerie, le vitrail ou les pavages émaillés, et un travail de haute érudition, le Dictionnaire topographique du Cantal (1897), qui rend toujours de grands services.
Membre correspondant du Comité des travaux historiques et scientifiques.
Membre correspondant de la Commission de Topographie des Gaules pour le Cantal (1868) ; membre correspondant de la Société Dunkerquoise ; membre de la Société d’émulation de l’Auvergne (etc.).
Sa fille, Jeanne Amé (Avallon, 1857 – 1931), lègue à la ville d‘Auxerre une collection d’ouvrages, de plans et une correspondance de son père, notamment avec Viollet-le-Duc. Elle a également laissé au musée d’Avallon de la vaisselle chinoise et japonaise rapportée par son père au cours de ses voyages.